# Primos (serie de televisión)
Primos es una serie animada de comedia creada por Natasha Kline para Disney Channel.
La serie se estrenó en Disney Channel en Estados Unidos el 25 de julio de 2024, y los primeros nueve episodios fueron lanzados en Disney+ el 27 de julio. Debido a una serie de controversias, la serie se estrenó después de al menos cuatro retrasos, luego de un proceso de reestructuración del programa. La primera temporada finalizó el 27 de abril de 2025 en Estados Unidos.
El 27 de mayo de 2025, se confirmó que Disney canceló la serie, descartando así la producción de una segunda temporada. Dada la controversia inicial, se convirtió en la primera producción animada en la historia de Disney Television Animation en no estrenarse con doblaje en el territorio de América Latina, ni en idioma español ni portugués, siendo estrenada únicamente en España y Portugal.

## Sinopsis
La serie, ambientada en «Hacienda Hills», un suburbio de Hollywood, en Los Ángeles, sigue a Tater, una excéntrica niña de 10 años con grandes sueños y con algo muy especial en sí misma, pero que ella aún no conoce. Durante las vacaciones de verano, sus 12 primos llegarán para quedarse en su casa, y si bien la convivencia con ellos es difícil al principio, ellos le ayudarán a comprender ese algo especial que hay en ella. Tater, al tener una imaginación tan hiperactiva, plasma sus pensamientos, sueños y anhelos en un diario de vida súper secreto a través de dibujos, los cuales cobran vida y se vuelven realidad en su imaginación.

## Elenco
- Myrna Velasco[7] como Tater Ramírez-Humphrey, la protagonista de 10 años del programa a quien le gusta el tiempo a solas.
- Melissa Villaseñor[7] como Nellie Ramírez-Humphrey, la hermana menor de Tater a quien le gusta salirse de la responsabilidad.
- Michelle Ortiz[7] como Bibi Ramírez-Humphrey, madre de Tater quien es la aminadora.
- Jim Conroy[7] como Bud Humphrey, el padre de Tater a quien le gustan las herramientas.
- Angélica María[8] como Buela, la abuela de Tater.
- Liza Koshy[8] como Serena, una amiga de Tater.
- Rick Simon[8] como Cousin Bud y Big Nacho, primos de Tater.
- Elizabeth Grullón[8] como Lita, prima de Tater.
- Cristina Valenzuela[8] como Tere y Tonita, primas de Tater.
- Nomi Ruiz[8] como Tabi, prima de Tater.
- Johnathan Melo[8] como Scooter, primo de Tater.
- Becca Q. Co[8] como Lotlot, prima de Tater.
- Ryan Anderson Lopez[8] como Nachito, primo de Tater.
- Sarah Tubert[8] como Lucita, prima de Tater.
- Natasha Kline[8] como Gordita y Chacha, primas de Tater.

## Producción

### Desarrollo
Inicialmente, el proyecto de esta serie fue presentado a Disney en 2017, siendo rechazado. Posteriormente, Disney Channel declinaría su decisión, dando luz verde oficialmente a la serie en 2020 y la producción de la serie comenzó en febrero de 2021.
La serie fue anunciada oficialmente por primera vez el 3 de noviembre de 2021 por la vicepresidenta y gerente general de Disney Television Animation, Meredith Roberts. El programa es idea original de Natasha Kline, una destacada artista, directora y escritora de guiones gráficos con una larga trayectoria, la cual además de ser la creadora, se desempeñará en la serie como productora ejecutiva. Junto a ella, integran el equipo Philip Cohen, quien se desempeñará como productor; Shaun Cashman como director supervisor; y Karla Sakas Shropshire, encargada del montaje audiovisual del programa.
El 15 de junio de 2022, en el Festival Internacional de Cine de Animación de Annecy 2022, se anunció que la primera temporada del programa tendría una orden de 30 episodios y señaló que Philip Cohen era productor del programa. En marzo de 2023, Kline le dijo a Animation Magazine que la serie se inspiró en un corto para adultos que había creado para el programa de Stand Up Upright Citizen's Brigade en 2017, se inspiró en Peanuts y Calvin and Hobbes, y dijo que le encantaba trabajar con el equipo del programa, elogiando su «intensa pasión, impulso y talento».

### Fechas de estreno tentativas, y retrasos
La serie estaba destinada a estrenarse en octubre de 2023, pero a causa de la controversia provocada especialmente en Hispanoamérica, su estreno fue pospuesto para diciembre del mismo año. A inicios de agosto de 2023, Disney publicaría un nuevo avance de "Primos" en X/Twitter teniendo los comentarios desactivados, pero por razones desconocidas sería eliminado minutos más tarde, siendo actualmente un material perdido. Posteriormente, se confirmaría el segundo retraso de la serie, siendo ahora la fecha de estreno el 19 de enero de 2024, no obstante, dicho estreno nunca se concretó, descartándose en noviembre de 2023. A finales del mes de noviembre de 2023 se anunció que la serie nuevamente fue retrasada, siendo anunciado su estreno oficial, en Disney Channel, en Estados Unidos y Canadá, el 6 de junio de 2024.
Pese a que se anunció que la serie se estrenaría en Disney Channel, en Estados Unidos y Canadá, el 6 de junio de 2024, esto nunca sucedió. Previamente, el 21 de mayo, se reportó en medios de fanáticos de Disney que la serie retrasó su estreno por cuarta vez, ya que no aparecía en las grillas de programación del 6 de junio, y sin una fecha definitiva de lanzamiento, con el objetivo de realizar una reestructuración del programa, debido a la controversia.
Finalmente, en una entrevista hecha por Los Angeles Times a Natasha Kline, se confirmó que la serie se estrenaría próximamente en Disney Channel, en Estados Unidos, el 25 de julio de 2024, y los primeros nueve episodios serían lanzados en Disney+ el 27 de julio, lo cual se concretó en las fechas señaladas.

### Cancelación
Por decisión de Disney, la producción del programa se detuvo el 27 de mayo de 2025. Si bien no se expresó directamente que la serie fue cancelada, los medios informaron que, según fuentes de producción de Disney, habían informado que la caricatura "ha terminado su producción", lo que se ha interpretado como que la serie finalizó luego del último episodio de la primera temporada, emitido originalmente el 27 de abril de 2025.

## Controversias

### Recepción
El 13 de junio de 2023, las páginas oficiales de Disney Channel publicaron la secuencia de apertura del programa en sus plataformas oficiales, siendo asimismo presentado en la 47.ª edición del Festival Internacional de Cine de Animación de Annecy, en Francia. Tras dicho lanzamiento, una gran parte del público hispanoamericano se manifestó en contra de la nueva serie, ofendido por el producto presentado, manifestándose particularmente este rechazo en la comunidad mexicana, que sintió que el programa estaba presentando los mismos estereotipos negativos, que ya se han visto en incontables productos estadounidenses, tales como barrios sucios; filtros amarillos a la imagen, para darle al ambiente un aspecto desértico; familias hacinadas dentro de una misma casa, etc. Sumado a lo anterior, a las críticas ya señaladas, se agregan las quejas cada vez más transversales de los internautas hispanos, no solo de México, sino que de toda Hispanoamérica, e incluso España, por el mal uso del idioma español, ya que en la canción introductoria, Tater y sus primos gritan varias veces la frase ¡Oye Primos!, una frase mal construida, no conjugando correctamente el tiempo presente del imperativo, usado por el interlocutor cuando interpela a más de un receptor, siendo la palabra correcta «oigan primos». Otro detalle que causó rechazó fue la selección de nombres, siendo primero el nombre del suburbio donde la serie se desarrolla, «Terremoto Heights», el cual fue visto por el público hispanoamericano como algo insensible, al tratarse de una catástrofe que simboliza destrucción y miles de muertes, no solo para el público mexicano, sino que también para otros hispanoamericanos, como los chilenos. El segundo caso fueron los nombres de algunos personajes siendo catalogados cómo cuestionables o inadecuados, siendo "Nacho" y "Nachito" considerados cómo estereotipados y sin originalidad, al ser un mismo nombre para dos personajes (siendo en el caso de "Nachito" un diminutivo), "Gordita" fue calificado cómo señal de gordofobia al ser este el nombre de una niña delgada. "Chacha" al ser un nombre despectivo para las mujeres que realizan las labores domésticas del hogar. Y "Cookita", que pese a su escritura (spanglish y diminutivo de "Cookie" ["Galleta" en inglés]), fue considerado incorrecto por su palabra original "Cuca" (o la escritura correcta de su diminutivo, "Cuquita"), que si bien, en México es un apodo para mujeres con ciertos nombres (Refugio, Concepción, Carmen, etc.), en otros países de Hispanoamérica cómo Colombia, es una palabra obscena debido a que es una manera vulgar de referirse a la zona íntima de la mujer. El rechazo ha sido tal que Disney se vio obligado a eliminar el video de sus páginas y redes sociales oficiales, excepto del canal oficial de Disney Channel, en YouTube, donde pese a la desactivación de los comentarios, el repudio se manifiesta en los más de 200 mil dislikes con los que contaba el video a finales de junio de 2023.

### Respuestas a las críticas
La creadora de la serie, Natasha Kline, inicialmente respondió a las críticas y amenazas de muerte en comentarios de sus publicaciones de Instagram, aunque sin profundizar demasiado, defendiendo la premisa del programa, afirmando que ella solo quiso ser fiel a sus propias experiencias personales, vividas por ella como una estadounidense de ascendencia mexicana. Sin embargo, las respuestas generaron descontento debido a la defensiva de la creadora, por lo que horas después, eliminaría/desactivaría los comentarios de sus publicaciones y pondría su cuenta en privado.
También, las críticas fueron respondidas por la actriz de voz principal, Myrna Velasco, también estadounidense de origen hispanoamericano, la cual entregó una respuesta mucho más defensiva y algo hostil que la de Kline, que terminaría siendo lo suficientemente incendiaria para generar más descontento. En comentarios que detractores hicieron en sus fotos de Instagram, llamó la atención una de sus respuestas, en la que señaló que se estaba sintiendo insultada, solo porque estaba usando vocabulario diferente para hablar el español y no sentía la necesidad de demostrarle a nadie lo latina que era a ningún "nazi" de la gramática, recibiendo así las primeras críticas más duras. Sin embargo, el momento más controvertido se daría minutos después, cuando a través de Instagram Stories, expresó lo siguiente:  

El idioma español no es una lengua latinoamericana, es un idioma que los conquistadores españoles impusieron forzosamente a los latinoamericanos. La única razón por la que nosotros somos latinos y no nativoamericanos es por esta distinción. Así que si quieren enojarse conmigo solo por escribir mal las palabras en español, háganlo. Eso no va negar el hecho de que soy una mujer mexicano-estadounidense y una nativa americana.
Myrna Velasco

Las declaraciones de Velasco exaltaron todavía más el ya creciente descontento de los detractores del programa, quienes cuestionaron la posible conveniencia de la excusa dada para explicar el error. Estas palabras no harían más que recrudecer la situación, ya que Velasco salió a defender el problema sin miramientos, sin esperar que la creadora hiciera primero una declaración detallada respondiendo los cuestionamientos. A esto se le suma que en su mismo perfil de Instagram se encontró una publicación de finales del 2019 de una foto antigua de sus familiares (se desconoce si son sus abuelos o sus padres), en donde decía estar agradecida con ellos por dejar su país de origen (posiblemente México), al que se refirió de una forma grosera, para que ella cumpliera sus sueños. Pese a que Myrna terminaría borrando la publicación, las historias, y al igual que Kline, eliminando/desactivando los comentarios de sus publicaciones y también poniendo su cuenta en privado, tanto los comentarios como las historias y la publicación fueron respaldadas en pantallazos y grabaciones que se viralizarían en X/Twitter. En una entrevista que se conocería después, Kline reveló que la frase «¡Oye, primos!» estaba mal construida a propósito, para así demostrar que Tater no habla español, y que su idioma principal es el inglés, por lo que sus conjugaciones al hablar no tendrían sentido la mayoría de las veces, porque a Tater no le ha enseñado correctamente el español. Esta explicación, la cual fue considerada por varios internautas como factible y por algunos otros cómo una excusa y un intento desesperado de disminuir el descontento, esto provocó todavía más rechazo hacia la actriz de voz, ya que en retrospectiva, si ella no hubiera hecho las declaraciones que hizo, el descontento no habría escalado desproporcionalmente. Posteriormente, la creadora reabriría su cuenta de Instagram (conservando la función de comentarios en sus publicaciones desactivada), publicando una tira cómica de ella misma explicando lo mal que se ha sentido por el odio de Hispanoamérica a su creación, pero que aún esta orgullosa de sus orígenes y esta agradecida con Disney por aceptar su proyecto. Mucha gente tomó esta publicación cómo "victimización" y cómo algo carente de credibilidad, debido a que se duda la veracidad de algunos comentarios de detractores que ella muestra en un cuadro de su publicación, aparte de que su explicación indirecta para usar el "filtro amarillo", el cual se muestra en un cuadro posterior fue visto cómo otra excusa.

### Filtración del piloto y primer retraso
Días después, se filtraría el episodio piloto del programa en TikTok, en el cual se confirmaría lo señalado por Kline, esto porque Tater escribe al iniciar el capítulo la palabra «benvenidos», siendo corregida por su hermana Nellie, añadiendo la 'i' que falta. Pese a lo anterior, el piloto fue inmediatamente criticado por una multitud de usuarios hispanoamericanos, a pesar de lo que ya se señaló. No obstante, después de la filtración, la serie encontró algo de apoyo entre los estadounidenses de origen hispanoamericano, quienes han señalado una cierta identificación con la historia presentada, esto muy a pesar de que el público que vive y ha crecido en los países de habla hispana ha mantenido su postura, llegando incluso al punto de pedir la cancelación del programa, con la intención de boicotear su lanzamiento. 